# Papir 11
Papir 11 (en la numeració de Gregory-Aland), signat per {\displaystyle {\mathfrak {P}}} 11, és una còpia d’una part del Nou Testament en grec. És un manuscrit de papir de la Primera Epístola als Corintis. Conté fragments 1 Corintis 1: 17-22; 2: 9-12,14; 3: 1-3,5-6; 4: 3; 5: 5-5.7-8; 6: 5-9.11-18; 7: 3-6.10-11.12-14. Només es poden llegir algunes porcions del còdex.
El manuscrit paleogràficament s’havia assignat al segle VII.
El text grec d’aquest còdex és un representant del tipus de text alexandrí. Aland el va situar a la categoria II.
A 1 Corintis 7: 5 es llegeix τη προσευχη (oració), juntament amb el Papir 46, א*, A, B, C, D, F, G, P, Ψ, 6, 33, 81, 104, 181, 629, 630, 1739, 1877, 1881, 1962, it vg, cop, arm, eth; en altres manuscrits es pot llegir τη νηστεια και τη προσευχη (dejuni i pregària) or τη προσευχη και νηστεια (pregària i dejuni).
El manuscrit va ser descobert per Konstantin von Tischendorf el 1862.
Actualment es troba a la Biblioteca Nacional de Rússia (Gr. 258A) de Sant Petersburg.